# Kathrin Hammes
Kathrin Hammes née le 9 janvier 1989 à Cologne, est une coureuse cycliste professionnelle allemande. Elle a notamment été championne du monde sur route universitaire en 2014.

## Biographie
Elle étudie la sociologie à l'université de Fribourg-en-Brisgau. Elle devient pleinement professionnelle en 2015.
En 2018, elle remporte le prix de la montagne du Tour de Thuringe.
Au Tour de Thuringe, la première étape voit la victoire d'un groupe d'échappée avec Kathrin Hammes dedans. Elles passent la ligne d'arrivée avec six minutes d'avance sur le peloton. L'Allemande est deuxième, mais profite de la défaillance de Barbara Guarischi pour s'emparer du maillot jaune le lendemain. Dans le contre-la-montre, Kathrin Hammes, malgré de mauvaises sensations, ne perd que quatre secondes sur sa rivalle Pernille Mathiesen. Elle conserve donc la tête du classement général. Peu inquiétée sur la dernière étape, elle remporte la première course par étapes de sa carrière.

## Palmarès

### Par année
- 2014
  - Championne du monde sur route universitaire
  - 7e étape du Tour cycliste féminin international de l'Ardèche
  - 2e du championnat du monde universitaire du contre-la-montre
- 2019
  - Tour de Thuringe
  - 2e de La Périgord Ladies

### Résultats sur les grands tours

#### Tour d'Italie
5 participations
- 2018 : 22e
- 2019 : 42e
- 2021 : 50e
- 2022 : 29e
- 2023 : non-partante (4e étape)

#### Tour de France
2 participations
- 2022 : 65e
- 2023 : 50e

### Classements mondiaux
| Année                                 | 2014 | 2015 | 2016 | 2017 | 2018 | 2019 | 2020 | 2021 | 2022 | 2023 |
| ------------------------------------- | ---- | ---- | ---- | ---- | ---- | ---- | ---- | ---- | ---- | ---- |
| Classement UCI                        | 218e | 181e | 560e | nc   | 206e | 97e  | 385e | 172e | 285e | 278e |
| UCI World Tour                        |      |      | nc   | nc   | 148e | nc   | nc   | 128e | 127e | 182e |
|                                       |      |      |      |      |      |      |      |      |      |      |
| Légende : nc = non classéSource : UCI |      |      |      |      |      |      |      |      |      |      |